# 楽天銀行
楽天銀行株式会社（らくてんぎんこう、英: Rakuten Bank, Ltd.）は、東京都港区港南に本社を置く、新たな形態の銀行に分類される日本のネット銀行。楽天グループ株式会社の子会社である。

## 概要
2000年にネット銀行「eBANK」設立のため日本電子決済企画株式会社が設立され、大蔵官僚で元財務官の行天豊雄や、日本長期信用銀行出身の日本電子決済企画代表取締役社長松尾泰一、同じく長銀出身の社会基盤研究所社長平尾光司が出席し、「イーバンク銀行」設立構想記者説明会が開かれ、2001年に国内で2番目のネット銀行として誕生した。開業時より同行間の振込手数料が無料が特徴である。元はイーバンクという名称であったが、楽天に買収後に改名した。
2025年3月31日現在、国内のネット銀行では最多の1683万口座が開設されている。2023年4月21日には、東京証券取引所プライムに上場を果たした。ネット銀行の上場は、東証スタンダードに上場した住信SBIネット銀行に次ぐ2例目である（プライム市場では初めて）。

## 歴史

### イーバンク銀行設立の経緯と特色
2000年（平成12年）1月14日に、銀行設立を目的とした日本電子決済企画株式会社として設立。銀行免許の予備審査が終了した2001年（平成13年）6月15日に、イーバンク銀行株式会社に商号変更し、銀行免許を取得した2001年（平成13年）7月23日から営業を開始。発足当時のパートナー企業として新生銀行やエイベックス等の同業も問わず各種の企業も名前があった。電子ネットワーク決済を業務の中核とした銀行であり、融資業務がなかった（個人向けローン業務は、2009年（平成21年）4月より開始された）など、従来の銀行とは大きく異なっている。
2005年（平成17年）11月から販売開始した投資信託（機関投資家向けのヘッジファンドを小口化した「イーバンク・ヘッジファンドe501」といったユニークな独自商品も発売）では人気ファンドをノーロード販売、2006年（平成18年）12月から開始した国内最低水準の為替手数料による外貨普通預金など、ネット銀行の低コスト体質を生かした商品展開を行っている。
2006年（平成18年）、国内のインターネット銀行として初めて、ビザ・インターナショナルの「プリンシパルメンバー」を取得した。これを利用し、「イーバンクマネーカード」（現「楽天銀行デビットカード」）の発行受付を開始した。このカードに関わる業務の一部をユーシーカードへ業務委託している。

### 他社との提携

#### エッジ（ライブドア）
2003年（平成15年）10月に、エッジ株式会社（2004年（平成16年）2月に株式会社ライブドアに改称）と提携し、同社が約35億円を出資して、筆頭株主となる。エッジは、筆頭株主として12人のファイナンス担当社員を出向させたが、企業文化の違いもあり、投資先などを巡り、イーバンクに従来からいた経営陣などと対立。12月に、イーバンクが出向を断る書面や出資契約無効を主張する書面を送付したのを始め、社外取締役の辞任、特別背任罪や信用毀損罪で双方が刑事告訴、脅迫とも言われた電話内容のネット上での公開などが行われ、関係は泥沼化した。これらのことがあり、2004年（平成16年）10月22日に、ライブドア（旧・エッジ）が株式を第三者に売却して、提携を解消することで、両社は和解した。

#### GMO
上記ライブドアとの紛争中の2004年（平成16年）9月30日に、イーバンク銀行が、グローバルメディアオンライン（GMO）に対して第三者割当増資を行い、GMOは株式の4.8%を保有するようになる。
2006年（平成18年）には、GMOインターネット（当時は出資比率6.45％の筆頭株主）及びオリエント信販株式会社（当時はGMO子会社。後のネットカード）と、インターネット金融事業における関係強化を目的とした資本・業務提携を発表した。2007年（平成19年）9月、GMOインターネットが所有する株式が譲渡されたが、業務協力は継続している。

#### 西日本シティ銀行
当初、金融機関相互のネットワークである全国銀行データ通信システム（全銀ネット）に加盟していなかったため、イーバンク銀行相互以外の送金・入出金は大きく制限され、口座振替にも使えなかった。しかし、2006年（平成18年）1月に全銀ネットに加盟し、それにともなって他行から同社口座を直接指定した振込ができるようになっている。全銀ネット加盟の準備として、2005年（平成17年）9月、支店と支店コードが割り振られた。
2005年（平成17年）9月16日に、西日本シティ銀行と包括的な業務提携を行うことで合意した。当時のイーバンク銀行は日本銀行との当座預金取引を有していないが、提携の一環として、全銀ネットにより行う同社の内国為替取引の資金決済については西日本シティ銀行へ委託している（同社2006年3月期決算短信による）。西日本シティ銀行の関連会社である、九州カード発行のクレジットカードと一体型のキャッシュカード（#イーバンクカードジョーヌ）の発行もされている。
2007年（平成19年）11月26日および12月1日に、一部手数料が改定された。
後に、NCBダイレクト利用者を対象とし、楽天競馬や宝くじの購入などを利用できるサービスを提供する、楽天銀行NCB支店のサービスを開始している。

### 楽天グループ入り、楽天銀行へ商号変更
2008年（平成20年）8月4日に、楽天株式会社との資本・業務提携を合意し、9月4日に発表された。
2008年（平成20年）9月29日に、楽天はイーバンク銀行が行う優先株による第三者割当増資（66万6000株）を引き受け、199億8000万円を出資した。同時に、楽天の國重惇史副社長がイーバンク銀行社長に就任した。それまでの社長（初代社長）の松尾泰一は、取締役副会長執行役員となった（2009年（平成21年）3月31日付で、取締役辞任。）。
2009年（平成21年）2月10日に、楽天は、優先株式をすべて普通株式に転換し、出資比率が46.39%（議決権で48.69%）となり、イーバンク銀行を連結子会社化した。
2009年（平成21年）2月23日、東京都民銀行から事業譲受し、同行楽天支店の預金・顧客を譲り受けた。これに伴い、都民銀行楽天支店利用者でかつ既存のイーバンク利用者については既存イーバンク口座に統合、譲受に伴いイーバンクを新たに利用する都民銀行楽天支店顧客については、自動的に口座開設手続きをイーバンク側が行う形を取った。
その後、2009年（平成21年）3月19日に、イーバンク銀行が楽天に対して第三者割当増資（33万3000株、99億9000万円）を実施し、楽天の出資比率は56.48%になった。さらに、4月1日には、楽天子会社の楽天クレジットがカードローン事業について、イーバンク銀行を承継会社とする吸収型会社分割を実施し、楽天がイーバンク銀行の株式57万9735株を取得し、67.22%となった。
2009年（平成21年）6月4日に、「楽天銀行株式会社」への商号変更と、本店を楽天本社所在地へ移転する計画が発表され、6月29日の定時株主総会で承認された。本店移転は、当初の予定どおり、7月21日に実施された。2010年（平成22年）3月19日から4月30日にかけて、楽天株式会社による普通株式および新株予約権の株式公開買付け (TOB) がなされ、楽天株式会社の出資比率は91.93%となる。そして、金融庁長官の許可を得て、2010年（平成22年）5月4日に商号変更がなされた。2010年（平成22年）10月15日に、簡易株式交換を行い、楽天株式会社の完全子会社となった。
2022年（令和4年）7月に東京証券取引所に上場する方向で手続きを開始したと発表した。当初は年内に上場する予定としていたが延期。その後2023年（令和5年）4月21日にプライム市場に上場した。楽天グループの所有株式数の割合は63%となった。
2024年4月1日、楽天グループと楽天銀行は、グループのフィンテック事業再編に向けて協議することで合意したと発表したが、2024年9月に楽天カードとみずほフィナンシャルグループが資本業務提携検討を行うことになったことに伴い、中止した。

## 沿革
- 2000年（平成12年）1月 - 東京都千代田区内幸町一丁目1番7号に日本電子決済企画株式会社（資本金4億円）を設立。
- 2001年（平成13年）
  - 3月 - 銀行業免許取得への予備審査申請。
  - 6月 - 銀行業免許予備審査終了。商号をイーバンク銀行株式会社に変更。
  - 7月 - 銀行業免許を取得、開業。
- 2002年（平成14年）4月 - モバイルバンキングサービスを開始。
- 2004年（平成16年）9月 - イーバンク銀行キャッシュカードを発行。
- 2006年（平成18年）
  - 1月 - 全国銀行データ通信システム（全銀ネット）に直接接続。
  - 5月 - マルチペイメントネットワーク（Pay-easy）に接続。
- 2008年（平成20年）9月 - 楽天と資本・業務提携。
- 2009年（平成21年）
  - 2月 - 楽天の子会社となる。
  - 2月23日 - 楽天が提携していた東京都民銀行より、同日廃店される東京都民銀行楽天支店の顧客と預金の譲渡を受ける[42]、
  - 7月21日 - 本店を東京都品川区東品川四丁目12番3号に移転。
- 2010年（平成22年）
  - 5月 - 商号を楽天銀行株式会社に変更。
  - 10月 - 楽天の完全子会社となる。
- 2015年（平成27年）
  - 3月 - 高知競馬場で施行する重賞競走土佐春花賞の協賛を開始する。
  - 4月 - デビットカードの未精算で支払いがない場合は信用情報機関に提供開始する（株式会社日本情報機構）。
  - 7月 - 本店を東京都世田谷区玉川（二子玉川）の二子玉川ライズにある新社屋「楽天クリムゾンハウス」に順次移転（8月17日に移転完了）[注 3]。
- 2019年（平成31年）4月 - 楽天グループの再編により楽天銀行株式会社の株式が楽天株式会社から楽天カード株式会社に継承される[43]。
- 2020年（令和2年）7月6日 - 東京都港区のNBF品川タワーへ本店を移転した[44]。
- 2022年（令和4年）4月 - 楽天銀行株式会社の株式が楽天カード株式会社から楽天グループ株式会社に継承される。
- 2023年（令和5年）
  - 4月21日 - 東京証券取引所プライム市場に上場[32]。
  - 第一生命保険の顧客を対象とした、第一生命支店を開設（当社を所属銀行とし、第一生命保険が銀行代理業者となる）。
- 2024年（令和6年）5月9日 - 当社を所属銀行とし、東日本旅客鉄道（JR東日本）グループのビューカードを銀行代理店としてJRE POINT利用者を対象とした、JRE BANKのサービスを開始[45][46]。

## 口座の種類
- 個人口座 - 個人（消費者）を対象とした口座。
- 個人ビジネス口座 - 個人事業主を対象とした口座。個人口座を開設してから申し込む。
- 法人ビジネス口座 - 法人を対象とした口座。

## 銀行名・支店名
かつて、イーバンク銀行であった当時、同社の商号における「バンク」と「銀行」の重複は、銀行法第6条が「銀行は、その商号中に銀行という文字を使用しなければならない」と定めているためである。
楽天銀行の各支店の名称は「ジャズ支店」「ロック支店」「サンバ支店」など、音楽ジャンルを表す支店名となっている。
銀行コード・支店名・支店番号一覧

### BaaS
当社を所属銀行として第一生命・ビューカードを銀行代理店とした口座開設を行う。
また、大垣共立銀行・西日本シティ銀行のインターネットバンキング利用者を対象として、スポーツ振興くじや公営競技の券のネット販売を行う事業を手掛けている。

## キャッシュカード・一体型カード
設立当初は、イーバンク銀行にはキャッシュカードがなかった。代わりに、支店番号や口座番号などが記載された紙でできたカードが届けられていた。
2003年（平成15年）にクレジットカードと一体になったキャッシュカードを、2004年（平成16年）には単独のキャッシュカードの発行が開始され、直接ATMでの入出金が可能となった。
2022年（令和4年）5月現在の楽天銀行のキャッシュカードは以下の種類がある。ただし、申し込み・所持できるのは、1つの口座に対し楽天銀行キャッシュカード1枚とデビット機能付キャッシュカード1枚とクレジット機能付キャッシュカード1枚の合計3枚までであるが、現在は、デビット機能付もしくはクレジット機能付のキャッシュカードを所有済みの利用者が楽天銀行キャッシュカードを追加することはできない。

### 楽天銀行キャッシュカード
- 2004年（平成16年）9月12日より「イーバンクキャッシュカード」として発行開始[47]。
- 提携ATMを利用した普通預金の入出金ができる。
- 2005年（平成17年）4月11日より、外為どっとコムと提携し、Edy（現：楽天Edy）機能付きのイーバンクキャッシュカードを発行していた[49]。
- 通常デザインの他、表面に競走馬及び競艇選手がデザインされた「競走馬キャッシュカード」「競艇キャッシュカード」を発行していた[50][51]。
- 商号変更に伴い、2010年（平成22年）5月4日より「楽天銀行キャッシュカード」へと名称が変更された。[52]。
- かつて新規発行手数料1,050円が必要であったが、2012年（平成24年）9月24日より新規発行手数料が無料となった[53]。
- 2020年（令和2年）11月24日より、新規発行が原則として廃止され、デビット機能付もしくはクレジット機能付キャッシュカードのみとなった[54]。なお、以前よりデビット機能付やクレジット機能付キャッシュカードが発行できなかった16歳未満には、引き続き楽天銀行キャッシュカードが発行される。

### デビット機能付キャッシュカード
- キャッシュカード機能とデビットカード機能が1つになったカードで、通常のキャッシュカード機能に加え、日本国外のATMを使用して預金口座から現地通貨の引き出しが出来る他、口座残高からの即時引き落とし[注 5]（口座残高が利用限度額）によって、日本国内及び世界各国のVISA加盟店で「VISAカード」として利用もできる。
- 複数のデビット機能付キャッシュカードは併用できないため、すでにデビットカードを所有している者が別の種類のデビットカードを申し込んだ場合は、カードを切り替えることになる。切替後のカードをATMで使うか、発行から30日経過した時点で、切替前のカードは有効期限繰り上げで使用不可となる。なお、年会費無料のカード間の切替は、発行手数料550円（税込）が必要となる[55]。
- 満16歳以上の口座保有者が申し込める。
- ガソリンスタンドで満タン給油する際、支払い金額が後から決まるため通常デビットカードは使えないが、預金残高が一万円以上ある場合は支払いができる[56]。
- 2015年（平成27年）4月からデビットカード未精算で支払いが完了しない場合は株式会社日本信用情報機構（jicc）に信用情報が登録される[57]。

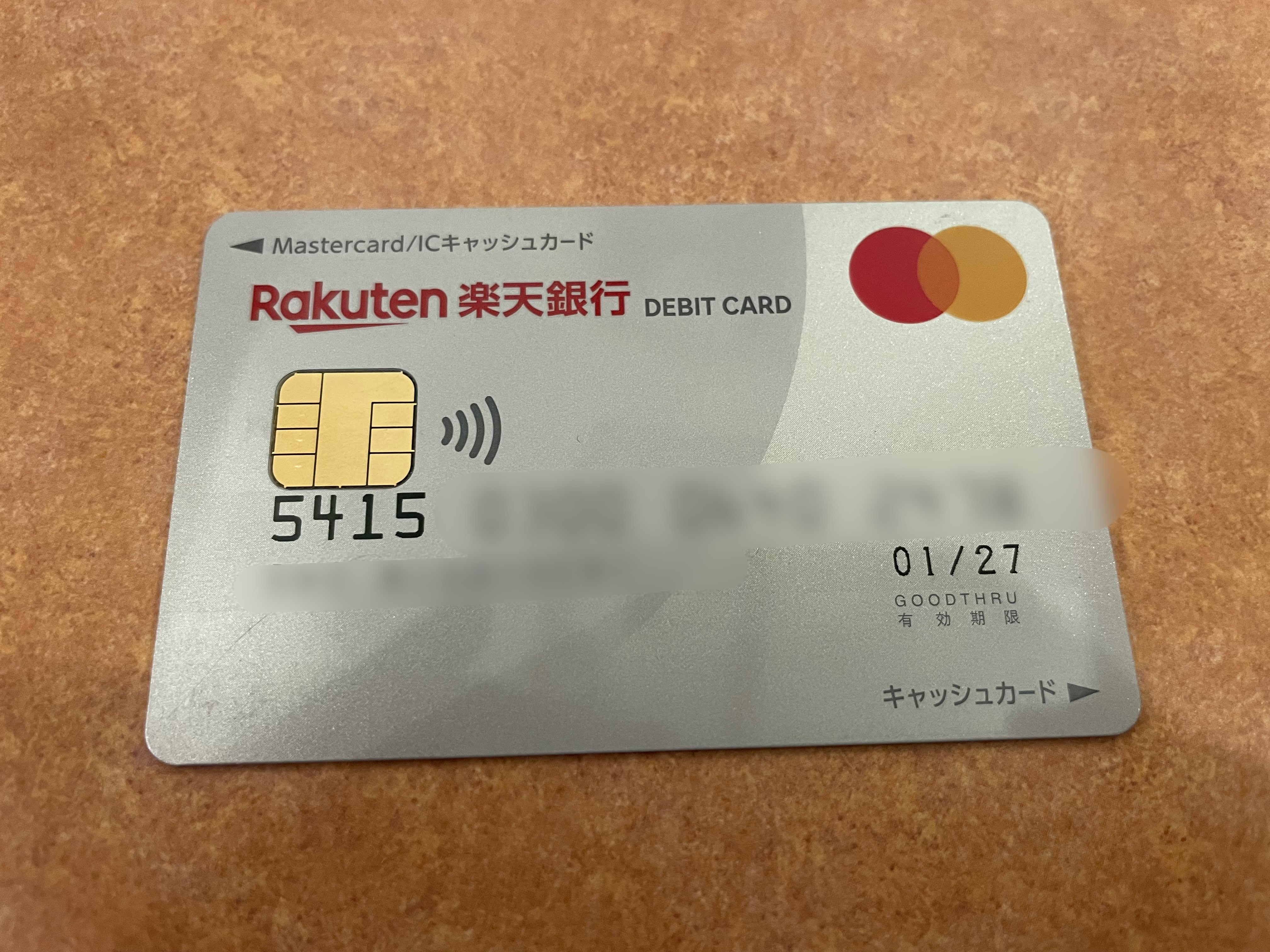
楽天銀行デビットカード（マスター）

- 2016年（平成28年）9月20日より電子マネーやプリペイドカードへのチャージが楽天スーパーポイントの付与対象外となった[58]。

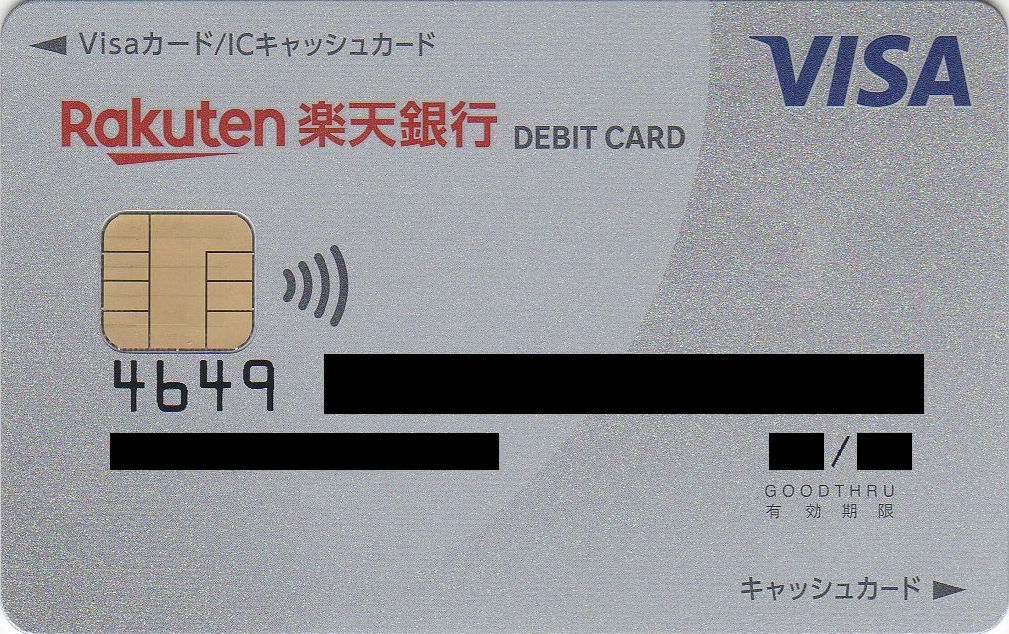
楽天銀行ベーシックデビットカード（VISA）
- 2008年（平成20年）2月12日、日本発行のVISAデビットでは初めてVISA認証サービス（現：Visa Secure）に対応した[59]。
- Visaのタッチ決済に対応している。

楽天銀行シルバーデビットカード（VISA）
- 楽天銀行ベーシックデビットカードにショッピング保険が付帯した上位カード。
- 2,200円（税込）の年会費が別途必要である。

楽天銀行ゴールドデビットカード（VISA）
- ショッピング保険、国内旅行/海外旅行傷害保険が付帯したゴールドカード。
- 5,500円（税込）の年会費が別途必要である。

楽天銀行デビットカード（JCB）
- 2015年（平成27年）4月20日より、JCBデビットカードの受付を開始した[60]。
- 発行手数料、年会費は無料である[61]。
- J/Secure、JCB Contactless、CirrusネットワークのATM利用に対応している。

楽天銀行パンダデビットカード（JCB）
- 2017年（平成29年）9月19日より発行が開始された[62]。
- お買いものパンダがデザインされたカードで、デザイン以外は通常デザインの楽天銀行デビットカード（JCB）と同等である。
- 2019年（令和元年）5月21日より新デザインに変更された[63]。

楽天銀行デビットカード（Mastercard）
- 2020年（令和2年）5月11日より、Mastercardデビットカードの受付を開始した[64]。
- Mastercard ID Check、Mastercardコンタクトレスに対応している。

楽天銀行ビジネスデビットカード（JCB）
- 2016年（平成28年）3月28日より、法人向けに発行開始[65]。
- 2017年（平成29年）11月20日より、個人事業主にも発行開始[66]。

### クレジット機能付キャッシュカード
申込の際発行クレジット会社における審査があるため、カードが到着するまで2～3週間程度を要する。審査結果によっては、発行を見送られる可能性もある。
楽天銀行カード
- 2009年（平成21年）7月27日より「楽天イーバンクカード」として受付開始[67]。
- 楽天カードと提携したクレジットカードとキャッシュカードが一体化されたカード。
- 商号変更に伴い、2010年（平成22年）5月4日より「楽天銀行カード」へと名称が変更された[52]。

楽天銀行ジョーヌカード
- 2007年（平成19年）9月15日より、九州カードと提携し「イーバンクカードジョーヌ」として既口座開設者申込開始[68]。
- 楽天銀行キャッシュカード機能とクレジットカード機能が1つになったカードで、通常のキャッシュカード機能に加え、九州カードとしてクレジット利用ができる。
- 2007年（平成19年）9月8日より口座開設申し込みと同時に申し込みでき、VISA提携カードとして海外でも利用が可能。iDの利用もできる。
- イーバンク銀行（当時）初のICチップがあるクレジット機能付キャッシュカードである。
- 商号変更に伴い、2010年（平成22年）5月4日より「楽天銀行ジョーヌカード」へと名称が変更された[52]。

楽天銀行セディナカード
- 2007年（平成19年）2月1日より、オーエムシーカード（現・三井住友カード）と提携し「イーバンクカードOMC」として発行開始[69]。
- イーバンクキャッシュカード（当時）機能とクレジットカード機能が1つになったカードで、通常のキャッシュカード機能に加え、OMCカードとしてクレジット利用ができる。
- 口座開設申し込みと同時に申し込みでき、VISA提携カードとして海外でも利用が可能。ダイエーなどで利用した際の特典もプロパーカードと同様に利用可能。
- 商号変更に伴い、2010年（平成22年）5月4日より「楽天銀行セディナカード」へと名称が変更された[52]。
- OMCカード（2007年2月1日～2009年3月31日）→セディナ（2009年4月1日～2020年6月30日）→SMBCファイナンスサービス（2020年7月1日～2024年3月31日）→三井住友カード（2024年4月1日以降）と発行会社が変更になっている。[要出典]

### プリペイドカード
楽天銀行プリペイドカード（JCB）
- 2017年（平成29年）1月16日より発行開始[70]。
- 普通預金口座または楽天スーパーポイントからチャージができる。
- 楽天銀行で発行されているカードの中で唯一キャッシュカードの機能がない。

### 過去に発行していたカード
イーバンクマネーカード

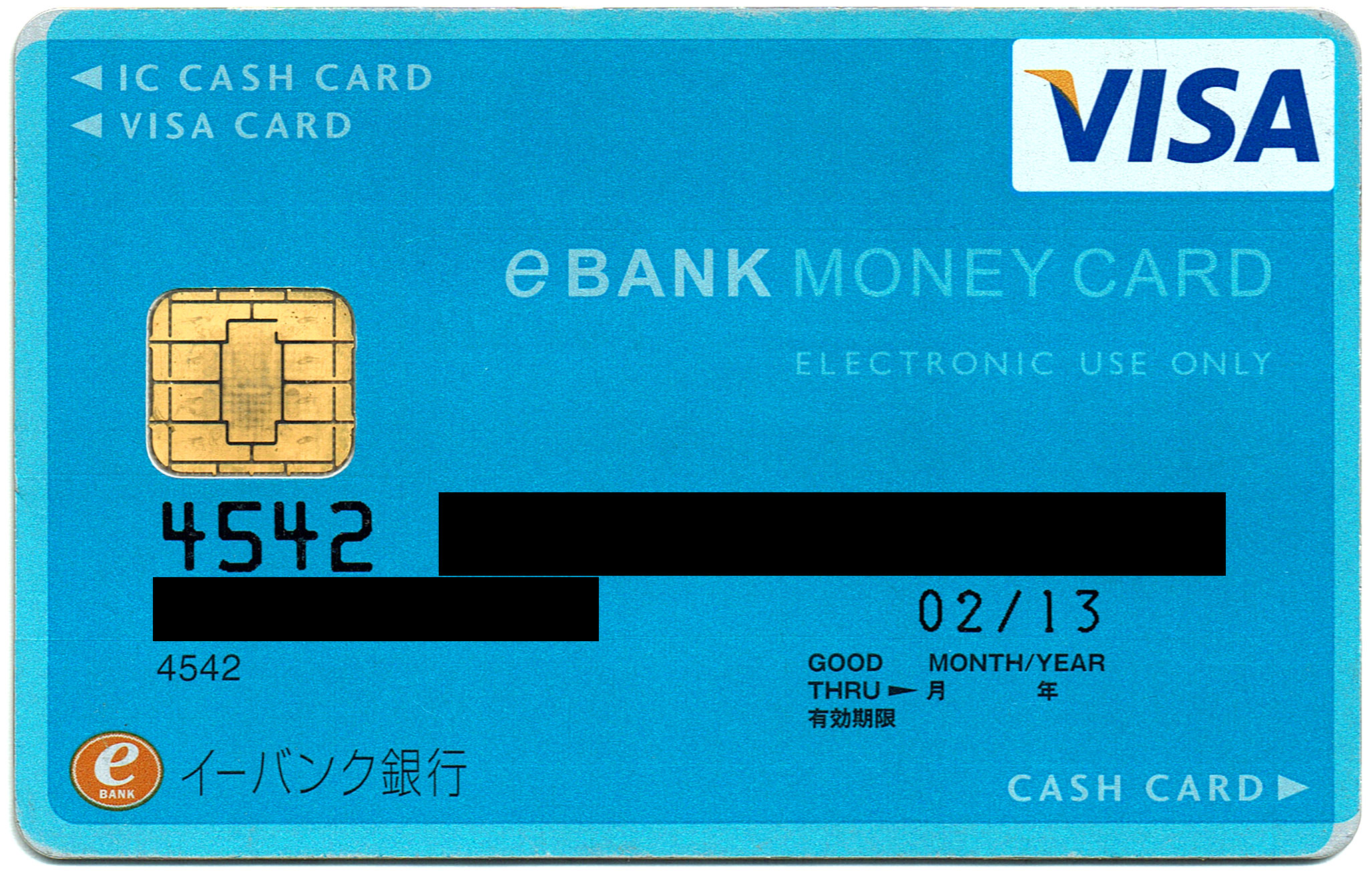
イーバンクマネーカード（発行終了）

- 2007年（平成19年）6月16日より、既口座開設者先行申込を開始。同年7月23日より、送付および新規口座開設同時申込が開始された[71]。
- 2008年（平成20年）3月24日より利用金額の0.5%がポイントとして還元されるサービス「クラシックプレミアム」を開始した[72]。
- 2010年（平成22年）4月5日以降VISAデビット機能は停止され、キャッシュカード機能のみ利用可能となっている[73]。

ネクストマネーカード
- 2009年（平成21年）1月19日より、ひかり支店口座開設者向けに発行開始[74]。
- イーバンクマネーカード同様、VISAデビットカード一体型キャッシュカードであるが、発行元がNTTファイナンスとなる。
- 2009年（平成21年）10月30日より、ひかり支店の口座開設とネクストマネーカードの新規入会申込の受付は停止となり[75]、2010年（平成22年）3月31日にネクストマネーカードのキャッシュカード機能とVISAデビットサービスが終了した[76]。

イーバンクカードニコス
- 2003年（平成15年）6月30日[77] から2007年（平成19年）1月31日申込分[78] まで発行していたカードで、イーバンクキャッシュカードの機能のほか、VISA提携カードとしてクレジットカード（ニコスカード）利用もできる。口座開設申し込みと同時に申し込みできた。入会金・年会費・カード発行手数料は無料であった。
- クレジットカードとしては2007年（平成19年）7月31日まで、キャッシュカードとしては同年8月31日まで利用可能であった[79]。

## 入金・出金
- 自社が設置するATMは無く、ゆうちょ銀行、セブン銀行、イオン銀行（2009年（平成21年）12月7日より）[80]、イーネット（2010年（平成22年）8月23日より）[81]、ローソン（同左）[81]、みずほ銀行（2014年（平成26年）2月10日より）[82]、PatSat（2015年（平成27年）3月23日より）[83]、 三菱UFJ銀行（2015年（平成27年）4月27日より）[84] およびビューアルッテ（2016年8月4日）[85]のATMにて入金・出金ができる。
- 利用者本人のゆうちょ銀行通常貯金との間での入金・出金ができる。個人ビジネス口座は、このサービスを利用できない。利用に際しては、利用者本人のゆうちょ銀行の通常貯金を登録するため「自動払込利用申込書」を提出する必要がある。入金は楽天銀行にログイン後に自分の郵便貯金から資金を吸い出す形で、振込送金とは異なる。
- 証券会社やFX会社等の利用者本人の預かり金口座へは、即時入金サービス「楽天銀行かんたん決済プラス」（旧「イーバンクデビット」）を利用して送金できる。
- 入出金無料条件は、2009年（平成21年）8月1日より、キャッシュカードの種類から預金残高のみ、2010年（平成22年）3月からは預金残高またはハッピープログラムのレベルに応じたランクのいずれか高いほうへと変更されている。
- 入金・出金等の取引があった際には、即時にEメールを送信するのが標準仕様となっている。

## 楽天会員リンク登録
口座を楽天会員と紐づけ（リンク登録）することで、楽天の決済サービスや優遇プログラムが受けられる。
- 楽天での購入代金を口座から自動で引き落とされる「楽天バンク決済」が利用できる。
- 振込にかかる手数料を手持ちの楽天スーパーポイントもしくは楽天キャッシュで支払うことができる。
- 銀行残高や取引件数に応じて会員ステージが決定され優遇を受けられる「ハッピープログラム」にエントリーできる。
  - 会員ステージをあげられる主な取引
    - 給与・賞与受取、通常振込、ATM取引
    - 各種口座振替
    - 楽天証券への入金
    - 楽天Edyのチャージ
    - 宝くじの購入、公営競技への入金

  - レベルに応じたランクによる優遇措置
    - 上記取引に応じて付与される所定の楽天スーパーポイントの付与倍率（1～3倍）（※ 付与されない取引や倍率の対象外の取引あり）
    - 他行への振込手数料の無料回数（0～3回/月）
    - 提携ATMでの無料取引回数（0～7回/月）（※ 3万円以上の入金の場合は取引回数としてカウントされない）

## 振込

### 振込サービス
すべてサイト内（PC、ケータイ）での利用となり、提携ATMでは取り扱っていない。
- 個人の楽天銀行口座同士の場合は時間を問わず手数料無料。法人口座は50円。
- 他行振込は、2006年（平成18年）1月より全銀ネットに直接接続されたため、現在は全国の金融機関を指定して直接振込することができる。他行への振込手数料は3万円未満168円、3万円以上262円（いずれも税込）となっている。
- 他行へ振り込む際は、現在次の各行と提携を結び、振込先口座番号の入力のみで振込先名義のオンライン照会が行われるようになった。
  - 2007年（平成19年）2月1日開始 - 都市銀行始め以下の各行（みずほ銀行、三菱東京UFJ銀行、三井住友銀行、りそな銀行、みずほコーポレート銀行、埼玉りそな銀行、セブン銀行、シティバンク銀行）
  - 2007年（平成19年）4月16日開始 - 全国地方銀行協会加盟64行
  - 2007年（平成19年）5月6日開始 - 全国信用金庫協会加盟287金庫
  - 2007年（平成19年）10月31日開始 - イオン銀行
- かつて他行からイーバンク銀行宛の振込は、りそな銀行、三井住友銀行、みずほ銀行、三菱東京UFJ銀行の「振込入金口座」を利用した振込であった。振込先名義は自分の氏名ではなく、「イーバンクギンコウ（カ 」となっていた。全銀ネット直接接続以降、他行において順次イーバンク銀行を直接指定できるようになり、2006年（平成18年）3月31日を以って廃止された。
- ハッピープログラムに加入し、楽天銀行口座を給与振込口座にすると、他行への振込手数料が月3回（最大5回分まで繰越可）まで無料となる優遇措置がある。
- おまかせ振込機能があり、振込日、振込先、名義、振込金額等を入力して設定すれば、指定日に指定口座に自動的に振込みがなされる。上記と組み合わせれば、家賃等を無料かつ自動で納められる、などの利用法がある。

### ゴールドラッシュプログラム（2012年12月終了済）
直接接続開始と同時に、他行から振込入金があった個人口座の預金者に対し、特典として件数ごとに所定の金額を支払う「ゴールドラッシュプログラム」が開始された。全銀ネット直接接続により、従来イーバンク銀行側に受取手数料のなかった他行からの振込について、新たに同社へ支払われる事となった仕向先銀行への都度手数料配当分の一部を預金者へ還元する形で行われていた。2012年（平成24年）12月をもってサービス終了。

### かんたん振込（メルマネ）
受取人の電子メールアドレスを指定する方式の送金サービス。送金人が受取人の口座を指定することは不要である。受取人への告知メールには500字までの文章を添えられる。
- 送金人（楽天銀行預金者）の手続きにより受取人へ電子メールが送付され、受取人は送付されたメールに付記されたウェブサイトで自分の預貯金口座（他行・ゆうちょ銀行とも可能）を指定して楽天銀行からの振込により受領する。
- 受取人も楽天銀行預金者の場合は、即時に口座へ入金（および告知メールの送付）できるが、予め受取人が楽天銀行に登録しているアドレスを指定する必要がある。

## 口座維持手数料
- 個人口座・個人ビジネス口座・法人ビジネス口座ともに無料。

## 口座振替
- クレジットなどの口座振替依頼書による口座振替が、2008年（平成20年）2月13日より順次開始され、自動引落（口座振替） に記載の企業が対応している。
- 公共料金の直接引き落としには、ほとんど対応していない（上記クレジットを利用（経由）した間接引き落としには対応）。NTT（東・西・コム）については直接引き落とし出来るようになった（現在は、NTTファイナンス経由で請求される）。

## ローン業務
旧・イーバンク銀行時代よりカードローンの取扱を計画しており、保証会社はオーエムシーカード（現・三井住友カード）と当初発表していた。その後、2008年（平成20年）9月に楽天グループ入りした結果、2009年（平成21年）2月に楽天の完全子会社で高所得者向け消費者金融業を営む楽天クレジット（旧・あおぞらカード。あおぞら銀行やオリックス・クレジット等との合弁会社を楽天が買収、現・楽天カード）の融資事業について、吸収分割で譲受して2009年（平成21年）4月に同社の「マイワン」を継承する旨が発表され、「イーバンク銀行のカードローン マイワン」として開始した。この時点では審査業務を含めイーバンク銀行が自前で担当し、信用保証は必要に応じて楽天KC（当時）へ委託する形態を採っていた。
2010年（平成22年）5月の楽天銀行改称時に「イーバンク銀行のカードローン マイワン」を、「楽天銀行スーパーローン」へ名称変更を行い、融資枠の拡大（500万円）・貸付金利の引き下げ（最大枠で成約の場合）や、融資残高に応じて毎月楽天スーパーポイントが付与される等の改定が実施された。契約の条件として楽天クレジットによる信用保証受諾（審査可決）が必須となっている。

## スマートフォンアプリ
iOS（iPhone・iPad・iPod touch）とAndroid向けに提供されている。Android用は提供開始からしばらくの間auのAndroidスマートフォン向けにau one Marketからのダウンロードのみとしていたが、2012年（平成24年）3月18日からはau以外のAndroidスマートフォンからも対応するようになり、Google Playからダウンロードできるようになった。

## 関連会社
- 楽天バンクシステム株式会社 - 58.3%出資の国内連結子会社。ソフトウエア受託開発業。
- イーバンク・キャピタル・マネジメント（ケイマン）リミテッド - 100%出資の海外連結子会社（ケイマン諸島所在）。投資信託受託業。
- 楽天信託株式会社 - トランスバリュー信託株式会社を2014年（平成26年）9月に買収し子会社化したもの[86]。2015年（平成27年）5月に社名を変更した[87]。信託業、宅地建物取引業、貸金業。
- 樂天國際商業銀行 - 台湾においてネット銀行事業を行うために、楽天グループが51%（楽天銀行50%、楽天カード1%）、台湾の國票金融（IBF Financial Holdings）が49%出資して設立。2021年1月19日に営業を開始。

## かつての関連会社
- イートラスト信託株式会社 - 2008年（平成20年）2月14日に、イーバンク銀行50%、日本政策投資銀行40%、三井住友海上5%、住友商事5%各出資で設立された信託業子会社。世界金融危機 (2007年-) の影響を受けて、事業の展望が開けなくなったことから、2009年（平成21年）8月17日に信託業を廃業し、同年11月に解散決議をして清算された。
- 栄光債権回収株式会社 - 2007年（平成19年）7月10日まで、33.5%出資し持分法適用関連会社となっていた債権管理回収業者。
- 楽天モーゲージ株式会社 - 100%出資の子会社で、フラット35による住宅ローン事業会社。2010年（平成22年）12月に楽天銀行が事業譲受し解散。